# 白鷗大学女子バスケットボール部
白鷗大学女子バスケットボール部（はくおうだいがくじょしバスケットボールぶ）は、関東大学女子バスケットボール連盟に所属する白鷗大学の女子バスケットボールチームである。

## 歴史
1988年に創部。
1996年に2部リーグで1位となり1部リーグに昇格した。また同年、全日本大学バスケットボール選手権大会に初出場した。
1997年に全日本総合バスケットボール選手権大会に初出場した。
2016年に全日本大学バスケットボール選手権で初優勝を達成。2023年に二度目の優勝

## 主な卒業生
- 王新朝喜
- 大村早和
- 落合里泉
- 金子貴代美
- 後藤彩
- 軸丸ひかる
- 鶴見彩
- 林咲希
- 藤井美紀
- オコンクウォ・スーザン・アマカ